# Rzeplino
Rzeplino (Duits: Repplin) is een plaats in het Poolse district  Stargardzki, woiwodschap West-Pommeren. De plaats maakt deel uit van de gemeente Dolice en telt 610 inwoners.